# (9638) Fuchs
(9638) Fuchs ist ein Asteroid des Hauptgürtels, der am 10. August 1994 vom belgischen Astronomen Eric Walter Elst am La-Silla-Observatorium (IAU-Code 809) der Europäischen Südsternwarte in Chile entdeckt wurde.
Der Asteroid wurde am 10. November 1998 nach dem deutschen Arzt und Botaniker Leonhart Fuchs (1501–1566) benannt, der durch seine Kräuterbücher berühmt wurde, von denen das erste 1542 erschien.